# Smolyan (obchtina)
Smolyan (bulgare : Смолян) est une obchtina de l'oblast de Smolyan en Bulgarie.